# LYRM9
LYRM9 (англ. LYR motif containing 9) – білок, який кодується однойменним геном, розташованим у людей на 17-й хромосомі. Довжина поліпептидного ланцюга білка становить 78 амінокислот, а молекулярна маса — 9 374.
| 10         |  | 20         |  | 30         |  | 40         |  | 50         |
| ---------- |  | ---------- |  | ---------- |  | ---------- |  | ---------- |
| MAPLPGAELV |  | RRPLQLYRYL |  | LRCCQQLPTK |  | GIQQHYKHAV |  | RQSFRVHSDE |
| DNPERIQQII |  | KRAIEDADWI |  | MNKYKKQN   |  |            |  |            |

A: Аланін

C: Цистеїн

D: Аспарагінова кислота

E: Глутамінова кислота

F: Фенілаланін

G: Гліцин

H: Гістидин

I: Ізолейцин

K: Лізин

L: Лейцин

M: Метіонін

N: Аспарагін

P: Пролін

Q: Глутамін

R: Аргінін

S: Серин

T: Треонін

V: Валін

W: Триптофан